# Mi camino es amarte
Mi camino es amarte este o telenovelă mexicană din 2022.

## Distribuție
- Susana González - Daniela Gallardo
- Gabriel Soto - Guillermo "Memo" Santos Pérez
- Mark Tacher - Fausto Beltrán
- Ximena Herrera - Karen Zambrano
- Sara Corrales - Úrsula Hernández
- Mónika Sánchez - Amparo Santos Pérez
- Sergio Reynoso - Humberto Santos
- Leonardo Daniel - Eugenio Zambrano
- Fabián Robles - Aarón Peláez
- Alfredo Gatica - César Ramírez
- Camille Mina - Isabella Beltrán Gallardo
- André Sebastián González - José María "Chema" Hernández Santos
- Ara Saldívar - Jesusa "Chuchita" Galván
- Julián Figueroa - Leonardo Santos Pérez
- María Prado - Nélida
- Araceli Adame - Berenice García
- Karla Esquivel - Gabriela "Gaby" Hernández
- Rodrigo Brand - Juan Pablo "Juanpa" Gallardo
- Diana Haro - Guadalupe "Lupita" Hernández
- Carlos Said - Sebastián Zambrano
- Alberto Estrella - Macario Hernández